# 托雷斯海峡岛民

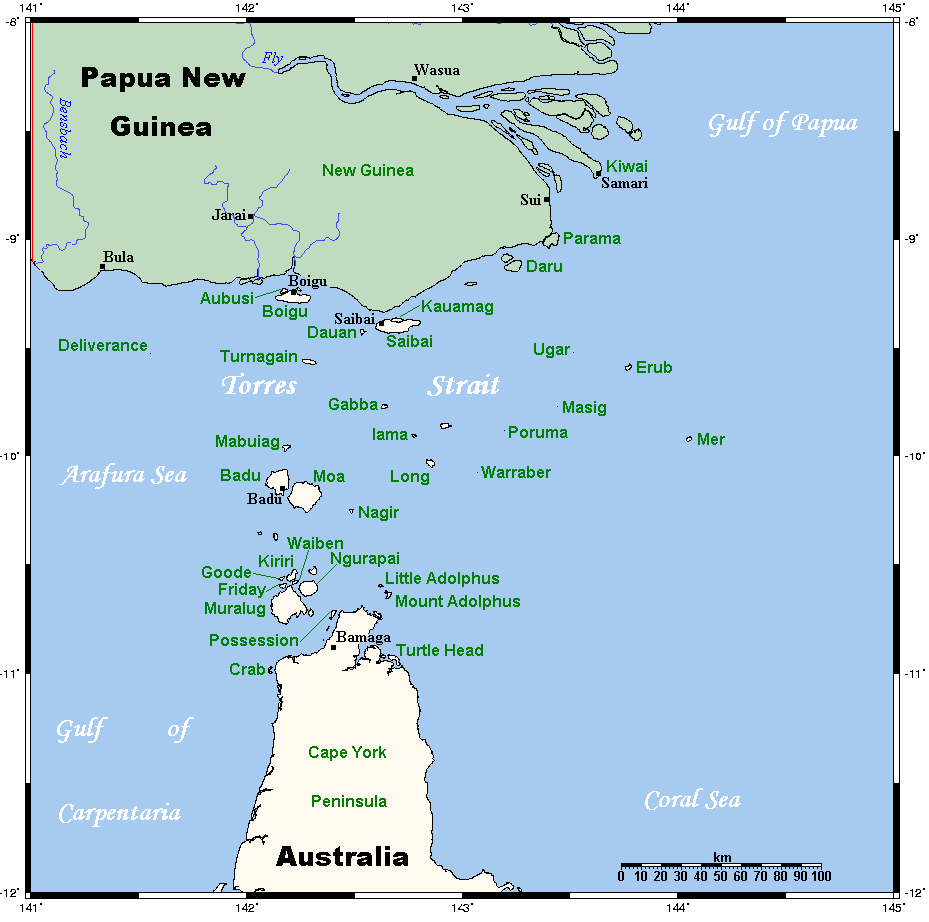
托雷斯海峡群岛地图

托雷斯海峡岛民（/ˈtɒrɪs/ TORR-iss）是托雷斯海峡群岛的原住民，是澳大利亚昆士兰州的一部分。他们与澳大利亚其它地区的土著不同，通常单独提及。在巴马加和塞西亚附近海岸的大陆附近还有两个托雷斯海峡岛民社区。

## 人口

2011年澳大利亚人口普查，托雷斯海峡岛民占人口的百分比

约有6800名托雷斯海峡岛民居住在托雷斯海峡地区，而有42000名具有托雷斯海峡岛民血统的人居住在该地区以外，大部分位于昆士兰州北部，特别是在汤斯维尔和凯恩斯。

## 语言
中西部托雷斯海峡语言，或Kalaw Lagaw Ya，在西南、西部、北部和中部岛屿上使用。这是一种澳大利亚原住民语言。Meriam Mir在东部岛屿上使用。它是东部跨界语言之一，也同样在在巴布亚新几内亚使用。

## 行政
托雷斯海峡岛民由一个民选协会制度管理。这是一个部分基于传统前基督教地方政府，部分基于引入的代表团管理系统的制度。

## 著名的托雷斯海峡岛民
- 帕特里克·米尔斯-NBA圣安东尼奥马刺队球员
- 萨姆·鲍威尔-佩珀（英语：Sam Powell-Pepper）-澳大利亚澳式足球联盟阿德莱德港队（英语：Port Adelaide Football Club）球员[6]
- 艾伯特·普劳德（英语：Albert Proud）-澳大利亚澳式足球联盟布里斯本獅子澳式足球會球员[7]
- 辛西娅·卢伊（英语：Cynthia Lui）-第一个托雷斯海峡岛民当选为昆士兰州议会议员[8]
- 克丽丝廷·阿努（英语：Christine Anu）-澳大利亚流行歌手和女演员。随着歌曲《我的岛屿家乡（英语：My Island Home）》发行，她备受欢迎。 阿努获得了澳大利亚唱片业协会奖（英语：ARIA Awards）17个提名。[9]